# Tumor cartilaginoso

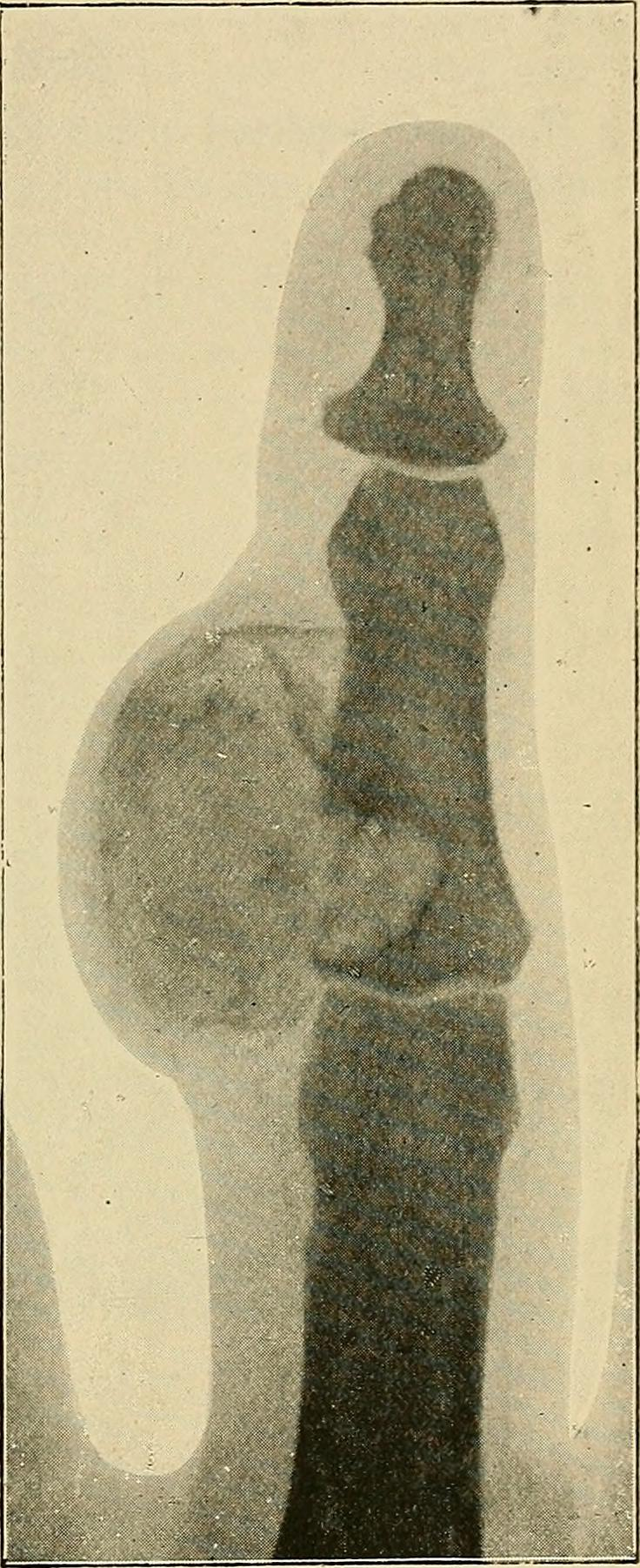
Raio X de um encondroma ossificante

Tumor cartilaginoso ou tumores condromatosos são neoplasias raras formadoras de cartilagem. Podem ser benignos como o encondroma ou um câncer agressivo como o condrossarcoma. A maioria são benignos e aparecem em pés ou mãos com pico de incidência entre os 20 e 30 anos. Os malignos aparecem mais em pélvis, costela ou ombros.
Podem ser diagnosticados com Raio X, RM, TC ou histologia. Podem causar dor e

## Tipos
Benignos
- Osteocondroma
- Encondroma
- Encondromatose múltipla
- Fibroma condromixoide
- Condroblastoma
- Condromatose sinovial

Malignos (Cânceres)
- Condrossarcoma
  - Condrossarcoma desdiferenciado
  - Condrossarcoma de células claras
- Osteossarcoma condroblástico

## Câncer de cartilagem
O condrossarcoma é um sarcoma raro que afeta articulações e ossos. Representa cerca de 20% dos tumores ósseos e afeta com mais frequência homens e adultos. Normalmente aparecem nos ossos da pélvis, costelas, ombro ou pernas, mas pode ser encontrado em qualquer parte do corpo que contém cartilagem. Às vezes condrossarcoma cresce sobre um osso saudável e às vezes ela cresce associado a um tumor ósseo benigno (encondroma ou osteocondroma). A maioria (60%) dos condrossarcomas causam dor noturna local, alguns (21%) causam dor difusa e o resto (19%) são indolores. Quanto maiores mais dolorosos.